# Ultracentrifugação
Ultracentrifugação é um procedimento comum em microbiologia e consiste na centrifugação a uma velocidade muito elevada, através de uma ultracentrifugadora que pode atingir 150 000 rpm (rotações por minuto), gerando campos de centrifugação de mais de 1 milhão X g. O processo é utilizado para na determinação do peso molecular e tamanho de proteínas, ácidos nucleicos e partículas subcelulares (a nível de organelas) através do fracionamento/separação destas moléculas. 

## Tipos de ultracentrifugação[1]
A sedimentação de uma partícula em uma ultracentrifugadora está relacionada com a sua massa. É possível caracterizar esta partícula através da sua velocidade de sedimentação. 

### Ultracentrífuga analítica
A ultracentrífuga analítica um equipamento no qual a velocidade de sedimentação das moléculas pode ser medida opticamente. Isto determina a variação da concentração da substância dentro da amostra durante o processo de sedimentação, permitindo assim a caracterização de sistemas de macromoléculas (carboidratos, lipídios, proteínas e ácidos nucleicos) associadas. 

### Ultracentrífugas preparativas
As ultracentrífugas preparativas, são projetadas para a preparação de amostras, diferem das ultracentrífuga analíticas por não possuírem os dispositivos para a observação das amostras. Esta técnica faz uma limpeza das soluções de macromoléculas de componentes agregados e restos celulares antes de sua caracterização com outros métodos. 

### Ultracentrifugações de gradientes de densidade
Duas aplicações de gradientes de densidade são amplamente empregadas: (1) ultracentrifugação de zona e (2) ultracentrifugação de equilíbrio em gradiente de densidade. 
A ultracentrifugação de zona separa partículas de acordo com seus coeficientes de sedimentação. Desta forma a densidade máxima da solução deve ser menor do que a densidade das moléculas de interesse. Durante a centrifugação, cada espécie de macromolécula se move através do gradiente a uma velocidade diferente, portanto, formam-se várias zonas. Após a centrifugação, o fracionamento é realizado furando-se o fundo do tubo de centrifugação com uma agulha, permitindo que o seu conteúdo saia em gotas, coletando-se as zonas separadas para posterior análise.
A ultracentrifugação de equilíbrio em gradiente de densidade separa partículas de acordo com suas densidades. A amostra é dissolvida em uma solução relativamente concentrada de uma substância densa e de rápida difusão. O soluto forma um gradiente de densidade no qual as macromoléculas migram para as suas posições de densidade de flutuação. Essas moléculas são coletadas como frações separadas quando o tubo da amostra é furado como descrito anteriormente.Método escolhido para separar misturas que tem componentes com densidades muito diferentes, como por exemplo: ácidos nucleicos, vírus e algumas organelas celulares como ribossomos por exemplo.